# Purlisa borneana
Purlisa borneana är en fjärilsart som beskrevs av Hans Fruhstorfer 1904. Purlisa borneana ingår i släktet Purlisa och familjen juvelvingar. Inga underarter finns listade.